# Frank Walker (Politiker, 1942)
Francis John Walker QC (* 7. Juli 1942 in Sydney; † 12. Juni 2012 ebenda) war ein australischer Jurist und Politiker der Australian Labor Party (ALP), der unter anderem Mitglied der Legislativversammlung von New South Wales und des australischen Repräsentantenhauses sowie sowohl Minister in der Regierung von New South Wales als auch in der australischen Bundesregierung war.

## Leben

### Rechtsanwalt und politische Laufbahn in New South Wales
Nach dem Schulbesuch begann Walker ein Studium der Rechtswissenschaften an der Universität Sydney, das er 1964 mit einem Bachelor of Laws (LL.B.) beendete. Im Anschluss nahm er 1965 eine Tätigkeit als Solicitor auf und übte diese bis 1976. Zwischenzeitlich setzte er sein Studium fort und erwarb 1969 einen Master of Laws (LL.M.) an der Universität Sydney. Nach Beendigung seiner Tätigkeit als Solicitor wurde er 1976 Barrister und arbeitete bis 1988 als Rechtsanwalt. 1981 wurde ihm der Titel eines Kronanwalts verliehen.
Neben seiner beruflichen Tätigkeit begann er Anfang der 1970er Jahre seine politische Laufbahn, als er am 19. September 1970 als Kandidat der Australian Labor Party, als er erstmals zum Mitglied der Legislativversammlung von New South Wales gewählt wurde. In dieser vertrat er bis zum 22. Februar 1988 den Wahlkreis Georges River.
Im Mai 1976 wurde er von Premierminister Neville Wran als Attorney General erstmals in eine Regierung des Bundesstaates New South Wales berufen und übte diese Funktion bis 1983 aus. Zugleich war er zwischen 1978 und 1983 Justizminister sowie von 1981 bis 1984 Minister für Angelegenheiten der Aborigines im Kabinett Wran. Zuletzt gehörte er zwischen 1983 und 1986 der Regierung von Premierminister Wran auch als Minister für Jugend und Gemeindedienste an.
Darüber hinaus wurde er 1983 auch Wohnungsbauminister und bekleidete dieses Ministeramt auch in der Regierung von Wrans Nachfolger als Premierminister, Barrie Unsworth, bis März 1988 aus. Zugleich war er im Kabinett Unsworth zwischen Juli 1986 und März 1988 auch Minister für die Künste.

### Politische Laufbahn in der Bundespolitik und Richter
Am 24. März 1990 erfolgte seine erstmalige Wahl zum Mitglied des Repräsentantenhauses von Australien, dem er bis zu seiner Wahlniederlage am 2. März 1996 als Vertreter des Wahlkreises Robertson angehörte.
1993 ernannte ihn der australische Premierminister Paul Keating zum Staatsminister für Sonderaufgaben in seinem Kabinett, dem er bis 1994 angehörte. Zugleich war er in dieser Zeit auch Vizepräsident des Bundesexekutivrates (Federal Executive Council), ein Verfassungsorgan, das gemäß der Verfassung von Australien den Generalgouverneur von Australien berät.
Im Anschluss war Walker von 1994 bis zum Ende von Keatings Amtszeit im März 1996 Minister für Verwaltungsdienste in dessen Kabinett.
Nach seinem Mandatsverlust und seinem Ausscheiden aus dem Kabinett wurde er 1997 zunächst Richter am Entschädigungsgericht (Compensation Court) von New South Wales. Nach der Auflösung dieses Gerichts wurde er 2003 Richter am Bezirksgericht (District Court) von New South Wales und trat nach vierjähriger Tätigkeit 2007 in den Ruhestand.
Walker, der an einer Krebserkrankung verstarb, engagierte sich zwischen 1998 und seinem Tod auch für an Schizophrenie Erkrankte, nachdem seine zwei Söhne, die an Schizophrenie litten, mit jeweils 33 Jahren Suizid begingen.